# Chico grande
Chicogrande es una película filmada en 2009 y estrenada en mayo de 2010. Fue dirigida por Felipe Cazals y está basada en un texto de Ricardo Garibay. 

## Trama
Pancho Villa, después de la frustrada invasión a Columbus, emprende la retirada y en Ciudad Guerrero es herido en una pierna por tropas carrancistas. Los estadounidenses en territorio mexicano inician una persecución masiva para capturarlo vivo o muerto. Villa se refugia en la sierra, en lo más profundo de las montañas. Chicogrande, un soldado villista, tiene el encargo de conseguir asistencia médica y no duda en sacrificar su propia vida para lograrlo.

## Comentarios
Inaugura el Festival Internacional de Cine de San Sebastián 2010

## Reparto
- Damián Alcázar como Chicogrande.
- Alejandro Calva como Francisco Villa.
- Daniel Martínez como Butch Fenton.